# Got Live If You Want It! (EP)
Got Live If You Want It! (indicato in copertina got LIVE if you want it!) è il terzo e ultimo EP del gruppo musicale britannico The Rolling Stones pubblicato nel 1965; fu il primo disco con brani registrati dal vivo pubblicato dalla band.

## Storia
Venne registrato durante alcuni concerti a Liverpool e Manchester durante il tour inglese del marzo 1965.
L'ingegnere del suono Glyn Johns avrebbe appeso dei microfoni sulla balconata della sala da concerto per la registrazione; tuttavia, ciò è stato messo in dubbio in quanto la traccia I'm Alright presente nell'omonimo LP (registrato e pubblicato un anno dopo) contiene la medesima base strumentale ma con una traccia vocale diversa. Questo sarebbe stato impossibile se le registrazioni fossero state eseguite come si dice. Inoltre, I'm Moving On presenta una sovraincisione di una armonica a bocca udibile mentre Jagger canta il primo verso della canzone e Brian Jones (l'altro armonicista del gruppo) è impegnato a suonare la chitarra slide. Le due canzoni potrebbero quindi essere state oggetto di sovraincisioni in studio per dare l'impressione di una registrazione dal vivo. Lo stesso tipo di approccio verrà infatti utilizzato dalla Decca per il seguente album omonimo, Got Live If You Want It!, pubblicato negli Stati Uniti.
Anche se non fu mai pubblicato negli Stati Uniti, tre delle canzoni presenti sull'EP furono utilizzate come riempitivo per gli album americani Out of Our Heads (I'm Alright) e December's Children (And Everybody's) (Route 66 e I'm Moving On)..
Fuori catalogo da decenni, venne ristampato su CD nel 2004 all'interno del cofanetto Singles 1963–1965. Nel novembre 2010, il disco è stato reso disponibile per il download digitale e nel 2011 come parte della compilation digitale 60's UK EP Collection.

## Titolo
Il titolo è una citazione della canzone blues I Got Love If You Want It di Slim Harpo.

## Accoglienza
| Recensione | Giudizio |
| ---------- | -------- |
| AllMusic   | [ 5 ]    |

In Gran Bretagna Got Live If You Want It! raggiunse la vetta della classifica relativa agli EP nel giugno 1965.
Richie Unterberger di AllMusic scrive nella sua recensione al disco: "L'EP venne registrato rozzamente, ma l'energia selvaggia delle prime esibizioni del gruppo lo pervade, in particolare nelle due tracce migliori, la cover di Hank Snow I'm Moving On, e I'm Alright."
In una recensione per il sito internet AllMusic, Richie Unterberger assegnò all'EP tre stellette su cinque. Egli scrisse: "L'EP è inciso rozzamente, ma la cruda energia dei primi concerti del gruppo brilla nonostante tutto, in particolare nelle due tracce migliori, la cover di I'm Moving On di Hank Snow, e I'm Alright di Bo Diddley."

## Tracce
1. We Want The Stones – 0:13 (Nanker Phelge)
2. Everybody Needs Somebody to Love – 0:36 (Solomon Burke, Jerry Wexler, Bert Russell)
3. Pain in My Heart – 2:03 (Naomi Neville)
4. Route 66 – 2:36 (Bobby Troup)
5. I'm Moving On – 2:13 (Hank Snow)
6. I'm Alright – 2:22 (Ellas McDaniel)

## Formazione
The Rolling Stones
- Mick Jagger: Voce, armonica a bocca, percussioni
- Keith Richards: Chitarre, cori
- Brian Jones: Chitarre, cori
- Charlie Watts: Batteria
- Bill Wyman: Basso, cori